# Allergie
 Mise en garde médicale
L'allergie est un phénomène d'exagération pathologique de la réponse immunitaire, en particulier la réaction inflammatoire, face à un antigène généralement étranger à l'organisme — on parle plus précisément d'allergène dans le cas de l'allergie. Il s'agit d'une forme d'hypersensibilité. Les traitements consistant à rendre l'organisme tolérant à la substance incriminée sont dits de « désensibilisation ».
Il existe des prédispositions familiales — on parle alors de « terrain atopique ». Ce peut être un facteur aggravant chez certains sujets et fonction des allergies développées. L'allergie est populairement présentée comme une maladie à multiples facettes, du fait qu'une première allergie annonce souvent un terrain allergique plus général.
La branche de la médecine qui étudie les allergies est l'allergologie. Les médecins spécialistes de cette maladie sont les allergologues.

## Épidémiologie
Dans un nombre important et toujours croissant de pays industrialisés, l'allergie est un véritable phénomène de société émergent. En 1980, 10 % de la population en souffrait, en 1999 plus de 30 %, les prédictions les plus alarmistes montent jusqu'à 50 % d'ici 2025 dans les pays industrialisés de l'hémisphère Nord.
De nombreux experts estiment qu'il faudrait approfondir la question des allergies croisées et des effets des faibles doses et cocktails de produits, ce qui est rendu difficile par la complexité des interactions entre allergènes et organismes vivants.
L'évolution est officiellement suivie en France par le Réseau national de surveillance aérobiologique, organisme membre du « Réseau européen EPI » lui-même doté de son propre site. 20 à 25 % de la population générale en France, souffre d’une maladie allergique.

## Signes et symptômes
Parmi les réactions communément connues du grand public : eczéma, urticaire, rhinite allergique, crises d'asthme, allergies alimentaires.
Le choc anaphylactique reste la manifestation la plus grave avec l'œdème de Quincke.
| Organe affecté        | Symptôme |
| --------------------- | --- |
| Nez                   | manifestations de mucosité nasale (Rhinite allergique) |
| Sinus                 | sinusite allergique |
| Yeux                  | rougeur et démangeaison de la conjonctive (conjonctivite allergique)                                                                                              |
| Appareil respiratoire | Reniflement, toux, bronchoconstriction, sibilance et dyspnée, souvent crises d'asthme, dans de cas sévères de constrictions respiratoires due à un œdème laryngé. |
| Oreilles              | sensations que les oreilles sont pleines, possiblement de la douleur et difficulté d'audition due à un manque de drainage de la trompe d'Eustache.                |
| Peau                  | rashs, tels que l'eczéma et l'urticaire |
| Problème de digestion | douleur abdominale, vomissement, diarrhée |

### Allergies respiratoires
Elles se manifestent essentiellement par la rhinite allergique, avec nez bouché, démangeaisons, nez qui coule, éternuements fréquents, perte d'odorat… Il existe deux types de rhinite :
- la rhinite allergique dite « persistante » : au-delà de quatre jours par semaine et de quatre semaines par an. Elle est due à des allergènes que l'on trouve dans notre environnement ;
- la rhinite allergique dite « intermittente » : durée inférieure à quatre jours par semaine ou quatre semaines par an. Elle est surtout liée aux pollens qui arrivent au printemps[6].

Les conséquences :
- troubles du sommeil ;
- troubles de l'humeur ;
- problèmes de concentration ;
- perturbations de la vie professionnelle, familiale ou sociale[6].

Les allergies respiratoires peuvent également se manifester à travers l'asthme, avec crise d'étouffement et des sifflements. Ces allergies sont essentiellement dues à des contacts respiratoires avec des « allergènes » comme les pollens, les acariens domestiques, les moisissures, les animaux.
Les symptômes de l'asthme allergique :
- des difficultés à respirer ;
- un essoufflement après un effort ou un fou rire ;
- une respiration sifflante ;
- une sensation d'étouffement (oppression dans la poitrine) ;
- une toux sèche et irritante[6].

La conjonctivite allergique est aussi une forme d'allergie respiratoire. Elle peut être provoquée par les pollens, certains produits comme les gouttes ophtalmiques, les poussières, etc. Elle n'est pas contagieuse. Cette manifestation allergique est souvent associée à d'autres (rhinite ou asthme). Les allergènes en cause sont les acariens, les poils ou plumes d'animaux, fleurs colorées ou plantes à bulbes, certains cosmétiques.
Les allergies respiratoires concernent un Français sur quatre, chiffre en constante augmentation, depuis 30 ans[Quand ?].

### Allergies cutanées
Elles se manifestent soit sous forme d'urticaire avec des éruptions de plaques rouges ou rosées, lisses entraînant de fortes démangeaisons, soit de l'eczéma avec peau sèche, rougeurs, démangeaisons parfois saignements et croûtes. Lorsque l'urticaire affecte les extrémités corporelles (pieds, mains, etc.), elle a l'aspect d’un gonflement important appelé « œdème de Quincke ».
Les causes des urticaires allergiques sont multiples : allergie à des médicaments, à des aliments, au contact de certaines substances animales ou végétales.
Pour les eczémas, là aussi les causes sont variées ; soit identiques à celles de l'urticaire, soit liées à des contacts avec certains métaux (bijoux fantaisie), cosmétiques, résines, colles, éventuellement introduits dans la peau (tatouages), etc.

### Allergies alimentaires
Leurs symptômes sont cutanés (urticaire, œdème, eczéma), respiratoires (asthme), digestifs (diarrhée, douleurs abdominales) ou systémiques et parfois sévères allant jusqu'au « choc anaphylactique» (cf. les réactions anaphylactiques).
Les aliments ou additifs responsables sont nombreux :
- chez l'enfant : l'œuf, l'arachide, le lait, le poisson de façon prépondérante ;
- chez l'adulte certains fruits (kiwi, banane, avocat, pomme, pêches, etc.) ou légumes, le groupe des noix (amande, noix, noisettes, etc.) mais aussi œufs, crustacés, arachides (cacahuètes, huile d'arachide…) et condiments, etc.

Ils font l'objet d'études de plus en plus approfondies. Aux États-Unis, les chercheurs bio-statisticiens constatent que 90 % des allergies alimentaires reconnues peuvent être imputées à huit catégories génériques de produits alimentaires, soit par ordre de fréquence : arachides, blé, lait de vache, noix, fruits de mer, œufs, soja, poissons.

#### Allergènes alimentaires les plus courants
Allergènes alimentaires les plus courants
- Céréales contenant du gluten (blé, seigle, orge, avoine, épeautre, Kamut ou leurs souches hybrides) et produits à base de ces céréales
- Œuf et produits à base d'œuf
- Poissons et produits à base de poisson
- Lait et produits à base de lait
- Fruits à coque (amandes, noisettes, noix, noix de cajou, noix de pécan, noix du Brésil, noix de macadamia, noix de Queensland, pistaches) et produits à base de ces fruits
- Anhydres sulfureux et sulfites en concentration de plus de 10 mg·kg-1 ou 10 mg·l-1 exprimés en SO2)
- Arachide et produits à base d'arachide
- Crustacés et produits à base de crustacés
- Soja et produits à base de soja
- Céleri et produits à base de céleri
- Moutarde et produits à base de moutarde
- Graines de sésame et produits à base de graines de sésame
- Lupin et produits à base de lupin
- certaines viandes et abats ou gélatine (en réalité cette « allergie à la viande » est une allergie à un sucre contenu dans la chair de tous les mammifères non-primates, allergie induite par une piqûre de tique)[9],[10].

### Allergies médicamenteuses

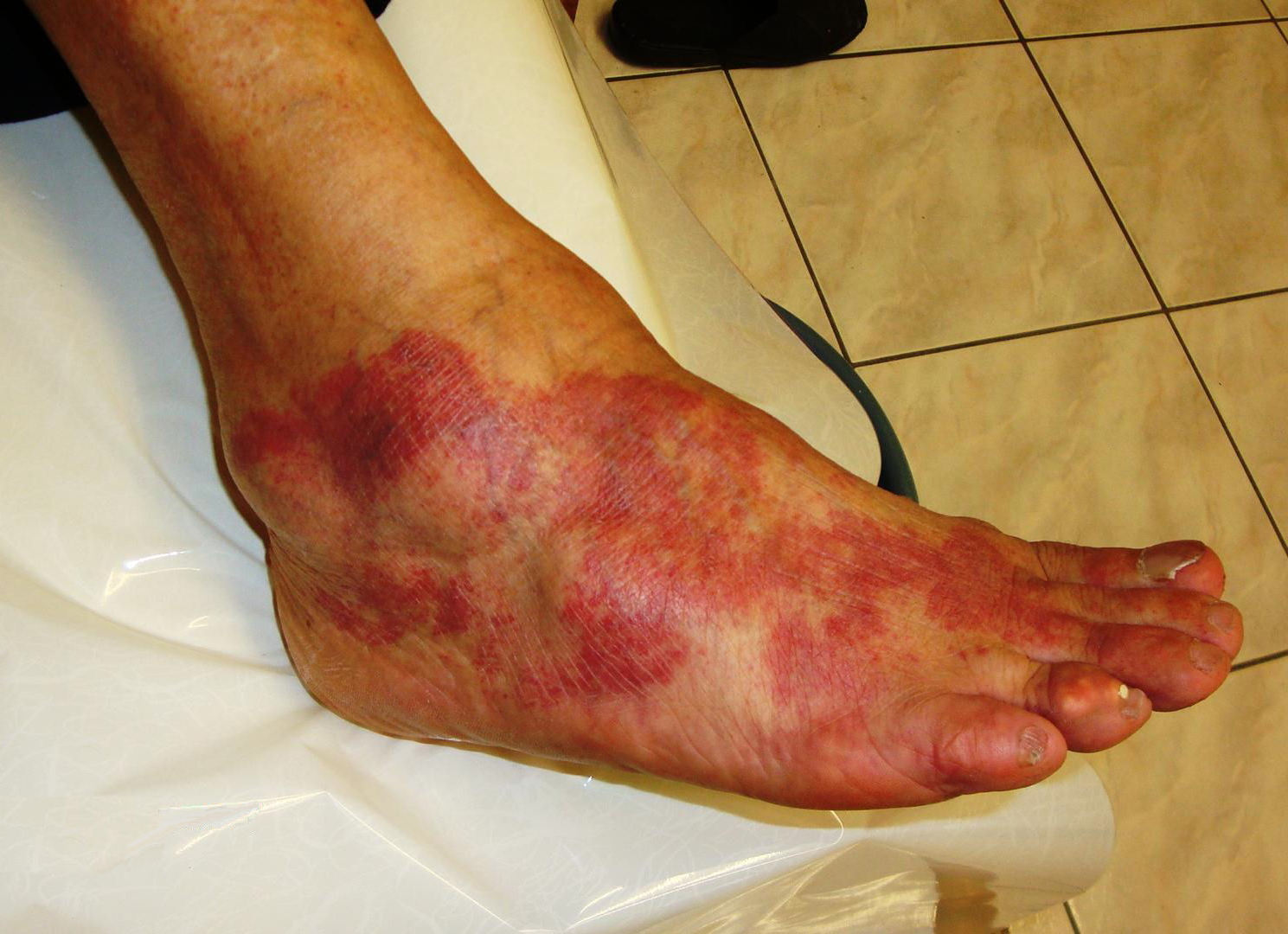
Allergies antibiotique

Presque tous les médicaments peuvent causer des allergies (cutanées, respiratoires, digestives mais aussi parfois atteinte du foie, des poumons, de reins et des cellules sanguines). Citons comme responsables fréquents les antibiotiques, les sulfamides, les anti-inflammatoires, les produits utilisés en radiologie ou en anesthésie.

À mentionner l'allergie au latex (gants des chirurgiens, sondes utilisées) pouvant être responsable d'une allergie au cours d'une intervention chirurgicale.

### Allergies aux venins
Les venins en cause sont surtout ceux de guêpes, frelons, abeilles. Elles se traduisent souvent par de fortes réactions très localisées autour du point de piqûre, mais peuvent éventuellement déclencher des réactions généralisées sévères. Il importe d'en faire le diagnostic car un traitement par désensibilisation est très efficace.

#### Réactions anaphylactiques
Ce sont les plus graves. Souvent brutales, elles engagent le pronostic vital du patient allergique : œdème, asthme, diarrhée, baisse sévère de la tension artérielle, voire arrêt cardiaque sont observés.
La prise en charge thérapeutique doit être la plus rapide possible, souvent avec une urticaire locale ou « géante », éventuel premier symptôme d'un choc anaphylactique, qui est une réaction allergique extrême, brutale et pouvant conduire à la mort ;
- un œdème de Quincke (ou angio-œdème), souvent associé au choc anaphylactique ;
- des vertiges, syncopes, nausées.

## Causes

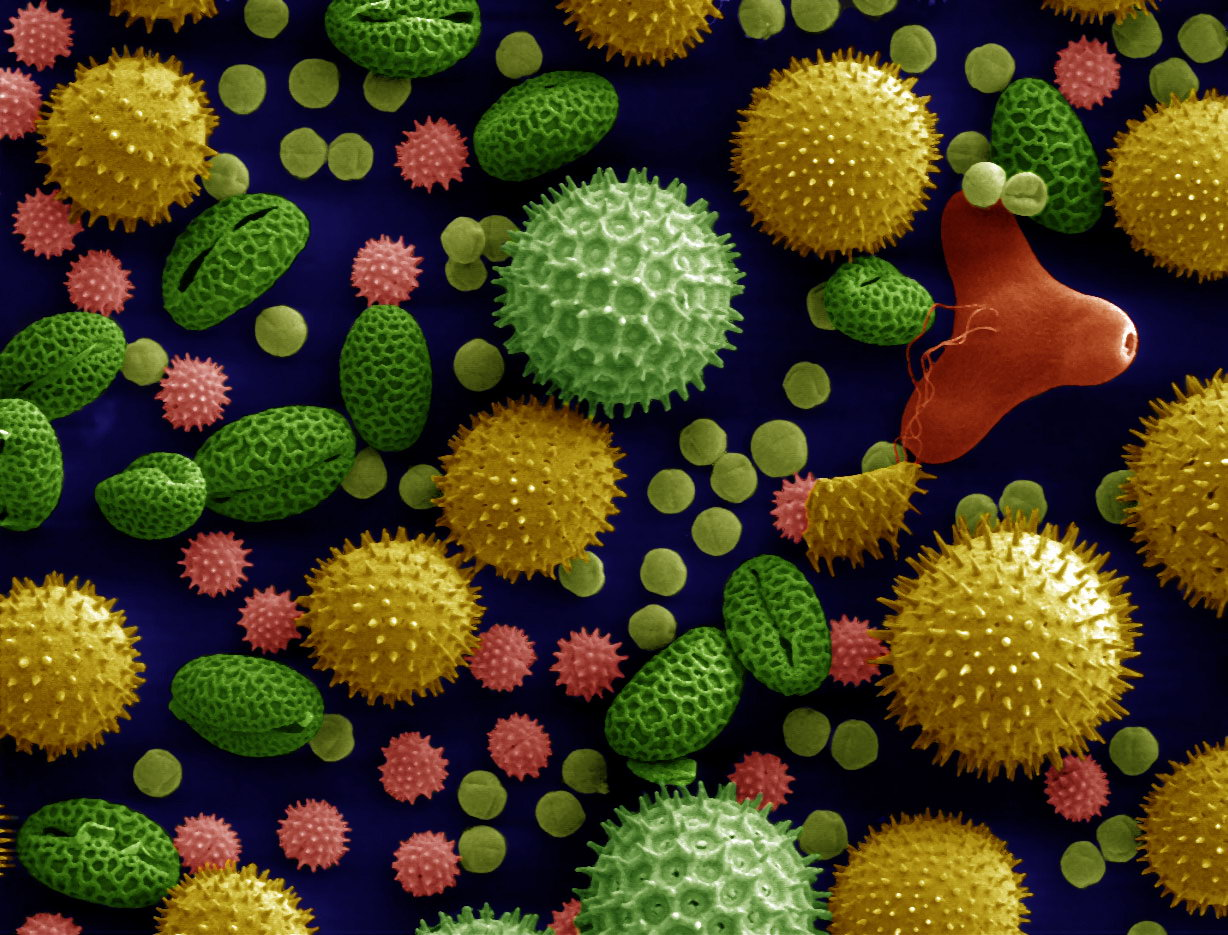
MEB de divers échantillons de pollen en fausses couleurs. Le pollen est de plus en plus présent dans l'air, devenant allergène commun.

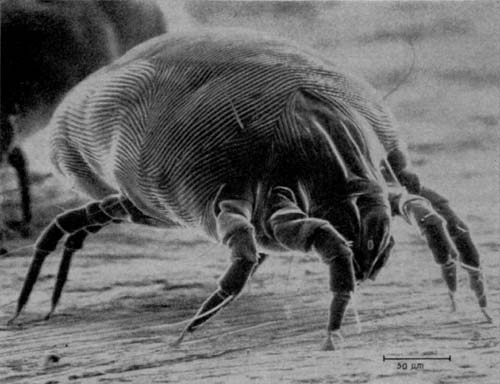
Les acariens de la poussière se nourrissent des squames cutanés dont les résidus modifiés par ses sucs digestifs et sa chitine sont des allergènes communs autour de la maison.

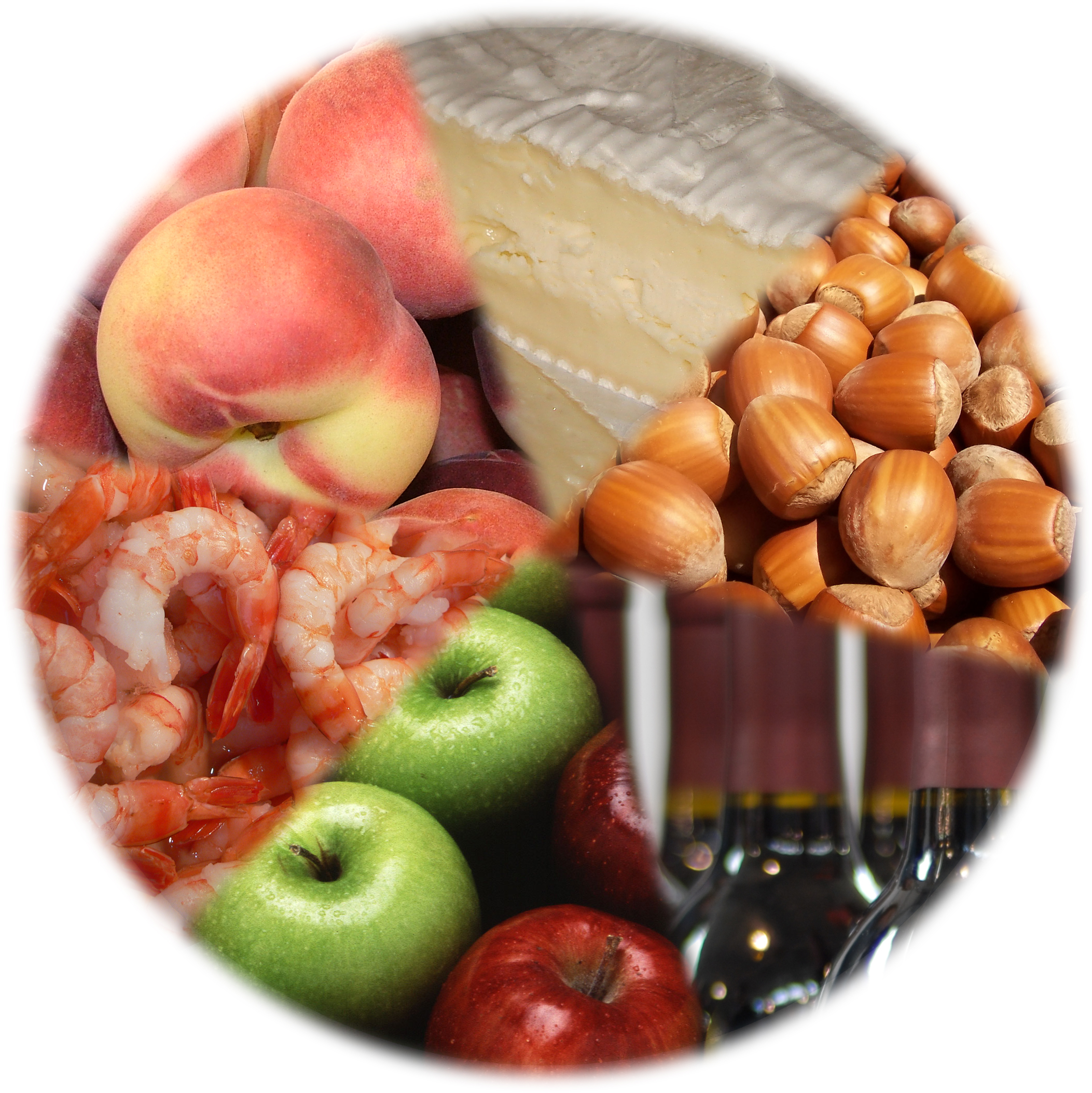
Différents types d'aliments susceptibles de provoquer des réactions allergiques.

### Sensibilité individuelle et parfois collective
Elle résulte à la fois de la nature et fréquence des contacts avec les allergènes, de l'« éducation » du système immunitaire (qui se fait d'abord in utero et dans l'enfance).
Des prédispositions génétiques sont probablement parfois aussi en cause.
Classification dite « de Gell–Coombs » : les hypersensibilités sont des réponses inappropriées ou excessive de l'organisme à un allergène.
En 1963, Gell et Coombs les ont classées en quatre types, correspondant à 4 types de réponse du système immunitaire :
1. Réponse immédiate : induite par des anticorps de type E (IgE), causant notamment l'urticaire ou l'œdème de Quincke ;
2. Réponse cytotoxique : avec les anticorps de type IgG ;
3. Réponse médiée par le complexe immun : également liés aux IgG formant des complexes immuns ; (lien avec maladies autoimmunes) ;
4. Réponse retardée : associée à une inflammation cellulaire qui apparaît plusieurs heures ou jours après le contact de la peau avec l'allergène. C'est le type d'allergie qui cause l'eczéma.

Certains auteurs ont proposé d'autres types de réponse.
Un facteur de protection important est la fréquence et la variété de contacts que peut avoir le nourrisson avec les microbes et son microbiote (le microbiote est l'ensemble des micro-organismes ; bactéries, levures, champignons, virus du microbiome. il est essentiellement composé de la flore intestinale).
Chez l'enfant, une plus grande diversité de microbes intestinaux diminue les risques d'allergiques et d’eczéma dans le futur de l'individu précocement exposé à ces antigènes, (cela vaut aussi pour certaines maladies auto-immunes et d'autres perturbations de l'immunité telle que le diabète de type 1 par exemple), ce qui expliquerait l'augmentation des allergies dans les pays riches où les enfants vivent dans des environnements plus aseptisés qu'ailleurs, tout en étant exposés à un grand nombre de produits chimiques d'origine anthropiques. Le système immunitaire intestinal du jeune enfant bénéficie de contacts répétés avec une plus grande diversité d'antigènes bactériens. Certaines bactéries pourraient jouer un rôle plus important (Bacteroidetes et Proteobacteria selon une étude récente) ou encore Bifidobacteria et les Clostridia selon des travaux plus anciens.
Une étude récente a montré que les enfants sensibilisés à des allergènes ont trop de bactéries intestinales du genre Enterobacteriaceae et pas assez de Bacteroides (le taux Enterobacteriaceae/Bacteroides (rapport E/B) était de 1 chez les enfants contrôles, tandis qu'il atteignait 135,5 chez ceux s'avérant sensibilisés 9 mois plus tard).

### Dans l'organisme
Fonctionnellement, lorsque l'organisme produit une réaction allergique, il libère une substance, l'histamine, responsable majeure des symptômes. L'action de l'histamine est bloquée par des médicaments dits « antihistaminiques ».
Composante immunitaire : une compréhension profonde des causes suppose une bonne connaissance du système immunitaire. Les immunoglobulines sont des glycoprotéines riches en ponts disulfures dont tout porte à penser qu'elles dérivent des protéines responsables de l'adhérence cellulaire.
Qu'elles soient portées par les globules blancs ou qu'elles soient dissoutes dans les fluides de l'organisme, ces immunoglobulines reconnaissent avec une extrême précision la structure tridimensionnelle des atomes des substances avec lesquelles elles se lient. Par exemple, certaines de ces immunoglobulines, les IgE, sont sécrétées par des globules blancs dans les mucus de l'appareil respiratoire, du système digestif, de l'arbre urinaire… Quand des substances, habituellement présentes dans ces mucus, atteignent d'autres territoires de l'organisme, le système immunitaire devrait les reconnaître comme du non-soi et ses globules blancs devraient synthétiser des immunoglobulines M et G capables de s'y fixer et de provoquer leur destruction.
En l'absence de ces immunoglobulines M et G, ces allergènes sont reconnus par les IgE qui se fixent aux mastocytes et déclenchent une réaction allergique en libérant de l'histamine et d'autres molécules qui engendrent un œdème local qui limite la propagation de ces molécules étrangères. L'accumulation de ces mastocytes et l'augmentation de la synthèse des IgE accentuent donc l'allergie. Une prise en charge globale de l'allergie ne se limite pas à ses composantes immunitaires.
Ainsi, l'allergie ORL peut provoquer une toux ou des éternuements qui favorisent les remontées de l'acidité de l'estomac jusque dans les bronches, et dans la sphère ORL. L'abrasion des muqueuses provoquée par ces reflux favorise la diffusion des allergènes dans les muqueuses et dans les tissus qui les soutiennent. Les globules blancs qui y demeurent accentuent alors la réaction allergique dont le traitement peut, donc, passer par celui des reflux de l'estomac. Un phénomène similaire, cf. supra, favorise l'allergie aux protéines du lait, et une digestion incomplète de certains aliments laisse subsister, dans l'intestin grêle, des molécules qui y provoquent une allergie car elles ne devraient pas y être.

### Allergies croisées et potentialisations
Des faisceaux concordants d'indices laissent penser que synergies, allergies croisées et potentialisations sont possibles, et notamment liées à la pollution routière, de l'air, urbaine et industrielle, ou pollution intérieure (induite par l'usage de parfums, cosmétique, pesticides…) dans l'air intérieur, etc. De plus, les pollens, comme les poussières peuvent adsorber d'autres polluants, éventuellement également allergènes (les nano- ou micro-particules, notamment celles du diesel/mazout, émises par des carburants sales et une mauvaise combustion et des fumées non filtrées, auraient une incidence sur l'allergénicité de nombreux pollens, mais d'autres études (japonaises) infirment ce point[réf. nécessaire]). Enfin, certains pollens sont de plus en plus présents dans l'air, devenant des allergènes communs.
L'augmentation des taux d'ultraviolet, l'air urbain pollué (acide, déshydratant et oxydant) contribuent à éroder la cuticule des pollens dont certains semblent alors devenir plus allergènes, d'autant que les pollinisateurs (dont abeilles) peu présents en ville emportent moins de pollens qu'ils ne le feraient dans la nature à nombre équivalent de fleurs[réf. nécessaire].
L'allergie alimentaire semble régulièrement augmenter. Elle touche environ 3 % de la population (8 % pour les enfants). Les principaux allergènes alimentaires sont l'œuf, l'arachide, les rosacées (prune, pomme, cerise, pêche, etc.), les ombellifères (persil, carotte, céleri, fenouil, etc.), les fruits à latex (kiwi, avocat, banane, etc.) les fruits de mer (huîtres), crustacés et les poissons. Il existe également des allergies au café et à certains additifs alimentaires.
Il est souvent difficile, notamment chez les nourrissons, de distinguer les allergies aux protéines du lait de vache et les intolérances au lactose contenu dans ce lait. Car, en abrasant la muqueuse de l'intestin grêle, l'intolérance au lactose permet un contact intempestif des protéines du lait avec le système immunitaire (cf. infra). Et, en abrasant la muqueuse de l'intestin grêle, la réaction d'allergie aux protéines du lait détruit de nombreuses enzymes dont la lactase et favorise, ainsi, l'intolérance au lactose.

## Diagnostic et tests sanguins et épi-cutanés

Test cutané sur le bras

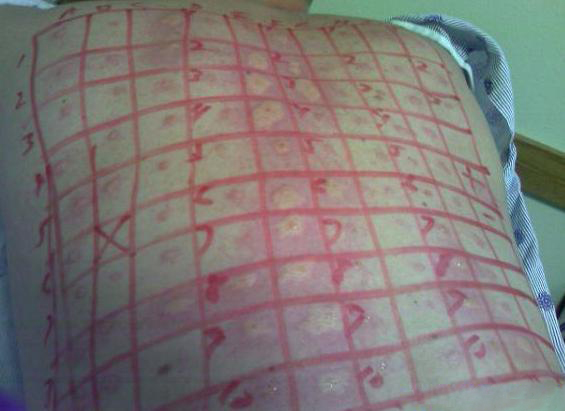
Test cutané pratiqué sur une grille dessinée sur le dos du patient

Le diagnostic par l'allergologue permet de déterminer à quels allergènes ou groupes d'allergène un individu est sensible.

### Diagnostic de l’allergie
La gestion efficace des maladies allergiques repose sur un diagnostic précis. Les tests d’allergie, qui évaluent la présence d’IgE spécifiques d'allergènes, aident à confirmer ou infirmer une allergie. Deux types de tests sont utilisés : les tests cutanés ou les tests sanguins. Les deux méthodes sont recommandées et ont une valeur diagnostique similaire.
Un diagnostic correct et des conseils d’évictions basés sur des résultats de tests d’allergie validés contribuent à réduire l'incidence des symptômes, la prise de médicaments, et à améliorer la qualité de vie des patients allergiques.
Un diagnostic précoce et précis évitera également de nombreux coûts : consultations multiples, orientation vers des soins spécialisés injustifiés, erreurs de diagnostic, admissions en urgence.
L’allergie évolue dans le temps. Des tests réguliers permettent de savoir si et comment la prise en charge du patient doit être adaptée afin d’améliorer sa santé et sa qualité de vie. Les tests sont habituellement renouvelés une fois par an pour déterminer si une allergie au lait, à l’œuf, au soja et au blé a guéri, alors que l’intervalle de temps est plutôt de 2 à 3 ans pour le suivi d’une allergie à l'arachide, aux fruits à coque, au poisson et aux crustacés. Les résultats de ces tests de suivi peuvent aider à décider si et comment un aliment peut être réintroduit en toute sécurité dans le régime alimentaire.

### Les tests sanguins
Un test sanguin est rapide et simple, et peut être prescrit par tout médecin, par exemple un allergologue, un médecin généraliste ou un pédiatre. Un test sanguin peut être réalisé quels que soient l’âge du patient, ses symptômes, l’état de sa peau, l’activité de sa maladie et ses traitements médicamenteux en cours.
Les raisons de prescrire des tests sanguins sont nombreuses, la principale étant que plusieurs autres maladies peuvent avoir des symptômes similaires et sont difficiles à différencier d’une allergie. Par exemple, des symptômes de rhinite typiques peuvent avoir une origine allergique, non allergique ou infectieuse, nécessitant des prises en charge et des traitements différents. Un autre exemple est celui de l’allergie alimentaire souvent confondue avec une maladie cœliaque ou d’autres maladies telles qu’une intolérance alimentaire. Des directives du monde entier recommandent aux cliniciens de réaliser des tests d’allergie chaque fois qu’une allergie est suspectée :
- NICE (National Institute for Health and Clinical Excellence) : « …if IgE-mediated allergy is suspected, offer the child or young person a skin prick test and/or blood tests for specific IgE antibodies to the suspected foods and likely co-allergens » (« si une allergie est suspectée, proposez à l’enfant ou au jeune un test cutané et/ou des tests sanguins des IgE spécifiques des allergènes suspectés et de co-allergènes potentiels ») ;
- EAACI (European Academy of Allergy and Clinical Immunology) : « Adequate allergy testing is the prerequisite for optimal care, including allergen avoidance, pharmacotherapy and immunotherapy » (« des tests d’allergie adéquats sont une condition préalable à des soins optimaux, comprenant l’éviction de l’allergène, la pharmacothérapie et l’immunothérapie ») ;
- World Allergy Organization (WAO) : « Confirmation of allergy and identification of causative allergens are crucial to correctly manage allergic diseases » (« la confirmation d’une allergie et l’identification des allergènes en cause sont cruciaux pour prendre en charge correctement les maladies allergiques ») ;
- NIH (National Institute of Health) : « The Expert Panel recommends sIgE tests for identifying foods that potentially provoke IgE-mediated food-induced allergic reactions… » (« Le groupe d’experts recommande des tests sIgE pour identifier les aliments qui provoquent potentiellement des réactions allergiques à des aliments médiées par des IgE ») ;
- NIH (National Institute of Health) : « Allergy testing is the only reliable way to determine sensitivity to perennial indoor allergens… » (« Les tests d’allergie sont le seul moyen fiable de déterminer une sensibilité à des allergènes perannuels de l’habitat »).

Les tests sanguins d’allergie sont disponibles dans tout laboratoire d’analyse médicale. Le laboratoire procède à un prélèvement de sang qui est analysé vis-à-vis des allergènes prescrits par le médecin. De très nombreux allergènes peuvent être détectés à partir d’un seul prélèvement.
Les tests sanguins d’allergie sont sans danger puisque le patient n’est exposé à aucun allergène au cours de la procédure du test. Le test sanguin mesure la quantité d’IgE spécifiques d’allergènes dans le sang. Son résultat quantitatif améliore l’évaluation de la capacité de différentes substances à déclencher des symptômes. En règle générale, plus la quantité d’IgE mesurée est importante, plus la probabilité d’avoir des symptômes d’allergie est grande. La mesure d'une faible quantité d’IgE qui ne déclencheraient pas de symptômes peut toutefois aider à prédire le développement de symptômes dans le futur.
Le résultat quantitatif d’un test sanguin d’allergie aide à déterminer à quoi le patient est allergique, à prédire et à suivre le développement de la maladie, à estimer le risque d’une réaction sévère et à expliquer une réactivité croisée.
Il existe également des tests qui mesurent la quantité d’IgE totales dans le sang. Cependant, un faible taux d’IgE totales ne permet pas d’écarter une sensibilisation aux allergènes inhalés courants. De plus, des méthodes statistiques telles que les courbes ROC, les valeurs prédictives, et les rapports de vraisemblance qui examinent la relation entre différentes méthodes de tests ont montré que les patients avec une concentration élevée d’IgE totales ont une forte probabilité de sensibilisation allergique, mais que des investigations plus approfondies avec des tests d’IgE spécifiques pour des allergènes soigneusement choisis est souvent justifiée.

### Tests cutanés
Ce sont généralement des tests indolores sur le bras ou dans le dos, basé sur la mise en contact avec le derme de substances potentiellement allergisantes pour l'individu. Après quelques minutes, la réaction immunitaire fait apparaître une marque plus ou moins importante. Plus cette marque est importante par rapport au témoin (de l'histamine), plus l'allergie à la substance est importante.
Si le patient a antérieurement connu des réactions fortes (choc anaphylactique), on évite ce type de test ou on le pratique en milieu hospitalier à proximité d'un service de réanimation.

## Traitement

### Comportements d'éviction

Émission forcée de pollen par une graminée, le long d'un chemin au petit matin, fin mai 22

- Allergies aux pollens : le médecin recommande au patient d'utiliser un calendrier pollinique ou des bulletins de météo pollinique, qui permettent l'évitement des zones à risque au moment de la production de pollen. Le port d'un masque anti-pollens est prescrit si nécessaire. En fonction du type d'allergie, des conseils peuvent orienter le lieu et les dates de vacances (le vent de mer charrie peu de pollens, mais le littoral est souvent riche en résineux et l'exposition aux UV et le manque d'ozone dans l'atmosphère pourraient y dégrader certains pollens en les rendant plus allergènes).
- Allergies aux acariens : le médecin recommande l'aération biquotidienne et le nettoyage régulier de la literie et de la maison, et un nettoyage de la poussière à la serpillière et au chiffon humide, plutôt qu'au moyen d'un aspirateur ou balai. Les tissus, oreillers et couettes en tissus synthétique sont parfois recommandés[21], de même que des peluches et chiffons traités avec des produits anti-acariens. Les sols de carrelage sont souvent préférés aux moquettes. Cependant, l'ARCAA récuse dans une étude cette opinion largement répandue selon laquelle la moquette favoriserait la prolifération des acariens[22]. Au-dessus de 800 m, les acariens disparaissent[réf. nécessaire]. Une étude a comparé la sensibilisation aux acariens d'enfants scolarisés à Font-Romeu et à Perpignan : elle conclut à l'absence de sensibilisation des enfants vivants en altitude[23]. Certains traitements anti-acarien empêchent le développement de bactéries et de moisissures nécessaires à la digestion des acariens et sont approuvés par les médecins allergologues[24].
- Allergies au poil et/ou à la salive de divers animaux à (chats, chiens…) : le patient s'en prémunit en évitant le contact avec les animaux, qui peuvent par ailleurs être frottés une fois par jour avec une serviette humide[réf. nécessaire].

### Traitements
La médecine propose 4 types de solutions à l'allergie :
- les antihistaminiques H1 qui agissent sur le mécanisme de l'allergie ;
- traitement symptomatique : essentiellement anti-inflammatoires locaux (solution nasale, collyre), éventuellement corticoïdes, bronchodilatateur en cas de gêne respiratoire, et dans les cas extrêmes (choc anaphylactique) épinéphrine (disponible sous forme de « stylo », seringue contenant une dose unique auto-injectable) ;
- la désensibilisation qui agit sur le système immunitaire en induisant une tolérance de l'organisme vis-à-vis de l'allergène responsable des symptômes. Cette solution, seule reconnue par l'OMS comme traitement efficace et durable, offre d'excellents résultats à long terme car ce traitement désensibilise l'organisme et l'empêche de réagir. Ce traitement demande une certaine rigueur de la part du patient car, outre les séances chez l'allergologue, l'éviction de l'allergène (suppression de l'allergène de l'environnement du patient) est difficile à mettre en œuvre et demande un effort personnel. À l'heure actuelle, la désensibilisation est le seul traitement curatif de l'allergie, les traitements ne cessent d'évoluer et deviennent plus simples pour le patient grâce à des traitements sub-linguaux (prise directe du traitement par le patient sous forme liquide), et maintenant sous forme de comprimé sublingual ;
- réduction et suppression des causes de l'allergie : éloignement des chats ou chiens, changement de poste en cas d'allergie professionnelle, séjour en montagne (au-delà de 800 m d'altitude), bien aérer le logement voire mettre en surpression le logement avec un air filtré, utiliser un purificateur d'air domestique, utiliser des oreillers en mousse, changer régulièrement les taies et draps et les laver à 60 °C, utiliser des housses anti-acariens intégrales qui enferment de façon mécanique les allergènes d'acariens, prendre une douche après une exposition à un allergène.

#### Bases de données et dictionnaires
- Ressources relatives à la santé :   - Classification internationale des soins primaires
  - DiseasesDB
  - ICD-10 Version:2016
  - ICD9Data.com
  - MedlinePlus
  - NCI Thesaurus
  - Store medisinske leksikon
  - WikiSkripta
- Notices dans des dictionnaires ou encyclopédies généralistes :   - Britannica
  - Den Store Danske Encyklopædi
  - Encyclopédie de l'Ukraine moderne
  - Gran Enciclopèdia Catalana
  - Larousse
  - Treccani
  - Universalis
- Notices d'autorité :   - BnF (données)
  - IdRef
  - LCCN
  - GND
  - Japon
  - Espagne
  - Israël
  - Tchéquie